# Factor de velocidad
El factor de velocidad de una línea de transmisión es la relación entre la velocidad de propagación de una señal en un cable y la velocidad de propagación de la luz en el espacio libre. Matemáticamente:

{\displaystyle V_{f}={\frac {V_{p}}{c}}\,\!}

donde, {\displaystyle V_{f}} es el factor de velocidad, {\displaystyle V_{p}} es el valor real de velocidad de propagación en el medio de estudio y {\displaystyle c} es la velocidad de propagación en el espacio libre: {\displaystyle c\approx 3\cdot 10^{8}m/s}.
La velocidad a la que viaja una onda electromagnética en una línea de transmisión, depende de la constante dieléctrica del material aislante que separa los dos conductores. 
El factor de velocidad se puede obtener, aproximadamente, con la fórmula:

{\displaystyle V_{f}={\frac {1}{\sqrt[{}]{\epsilon _{r}}}}\,\!}

en donde {\displaystyle \epsilon _{r}} es la constante dieléctrica de un material determinado (permitividad del material relativo a la permitividad del vacío, la relación {\displaystyle {\frac {\epsilon }{\epsilon _{r}}}}).
La constante dieléctrica es simplemente la permeabilidad relativa del material. La constante dieléctrica relativa del aire es 1.0006. Sin embargo, la constante dieléctrica de los materiales comúnmente utilizados en las líneas de transmisión varían de 1.2 a 2.8, dando factores de velocidad desde 0.6 a 0.9. Los factores de velocidad se muestran en la siguiente tabla donde aparecen las varias configuraciones comunes de las líneas de transmisión.
| Material          | Factor de velocidad |
| ----------------- | ------------------- |
| Aire              | 0.95 - 0.975        |
| Hule              | 0.5 - 0.65          |
| Polietileno       | 0.66                |
| Teflón            | 0.70                |
| Espuma de teflón  | 0.82                |
| Pins de teflón    | 0.81                |
| Espiral de teflón | 0.81                |
La constante dieléctrica depende del tipo de material que se utilice. Las bobinas almacenan energía magnética y los condensadores almacenan energía eléctrica. Se necesita una cantidad finita de tiempo para que una bobina o condensador tome o dé energía. Por lo tanto, la velocidad a la cual una onda electromagnética se propaga a lo largo de una línea de transmisión varia con la inductancia y la capacitancia del cable. Se puede demostrar que el tiempo es igual a longitud sobre velocidad(no lo hacemos pues es un principio básico de la física y de la cinemática). Por lo tanto, la inductancia, la capacitancia, y la velocidad de propagación están relacionadas matemáticamente por la fórmula del Movimiento rectilíneo uniforme. Por lo tanto,

{\displaystyle V_{p}={\frac {espacio}{tiempo}}={\frac {D}{T}}\,\!}

Sustituyendo por el tiempo, se tiene:

{\displaystyle V_{p}={\frac {D}{\sqrt[{}]{LC}}}\,\!}

Si la distancia se normaliza a 1 m, la velocidad de propagación para una línea sin pérdidas es:

{\displaystyle V_{p}={\frac {1metro}{\sqrt[{}]{LC}}}={\frac {1}{\sqrt[{}]{LC}}}\,\!}